# Voile aux Jeux olympiques d'été de 1988
Navigation
Los Angeles 1984 Barcelone 1992
Huit épreuves de voile furent disputées aux Jeux olympiques d'été de 1988 au Yachting Center de Pusan.

## Tableau des médailles
| Rang | Pays                        | Médaille d'or | Médaille d'argent | Médaille de bronze | Total |
| 1    | France                      | 2             | 0                 | 0                  | 2     |
| 2    | États-Unis                  | 1             | 2                 | 2                  | 5     |
| 3    | Nouvelle-Zélande            | 1             | 1                 | 1                  | 3     |
| 4    | Danemark                    | 1             | 0                 | 1                  | 2     |
| 5    | Allemagne de l'Est          | 1             | 0                 | 0                  | 1     |
| 5    | Royaume-Uni                 | 1             | 0                 | 0                  | 1     |
| 5    | Espagne                     | 1             | 0                 | 0                  | 1     |
| 8    | Union soviétique            | 0             | 1                 | 1                  | 2     |
| 9    | Antilles néerlandaises      | 0             | 1                 | 0                  | 1     |
| 9    | Norvège                     | 0             | 1                 | 0                  | 1     |
| 9    | Suède                       | 0             | 1                 | 0                  | 1     |
| 9    | Îles Vierges des États-Unis | 0             | 1                 | 0                  | 1     |
| 13   | Brésil                      | 0             | 0                 | 2                  | 2     |
| 14   | Canada                      | 0             | 0                 | 1                  | 1     |

## Voiliers olympiques
La planche à voile Lechner Division 2 remplace la Windglider. Les autres supports sont inchangés par rapport à 1984.

Lechner Division 2 - Finn - 470 - Flying Dutchman - Star - Soling - Tornado

## Résultats

### Hommes
| Épreuve | Or                                 | Argent                                       | Bronze                                |
| Lechner | Bruce Kendall                      | Jan Boersma                                  | Michael Gebhardt                      |
| Finn    | José Luis Doreste                  | Peter Holmberg                               | John Cutler                           |
| 470     | France Thierry Péponnet Luc Pillot | Union soviétique Tõnu Tõniste Toomas Tõniste | États-Unis John Shadden Charles McKee |

### Femmes
| Épreuve | Or                                    | Argent                                    | Bronze                                                  |
| 470     | États-Unis Allison Jolly Lynne Jewell | Suède Marit Söderström Birgitta Bengtsson | Union soviétique Larisa Moskalenko Irina Shunikhovskaya |

### Mixte
| Épreuve         | Or                                                          | Argent                                                    | Bronze                                          |
| Flying Dutchman | Danemark Jørgen Bojsen-Møller Christian Grønborg            | Norvège Ole Petter Pollen Erik Bjørkum                    | Canada Frank McLaughlin John Millen             |
| Soling          | Allemagne de l'Est Jochen Schümann Thomas Flach Bernd Jäkel | États-Unis John Kostecki William Baylis Robert Billingham | Danemark Jesper Bank Jan Mathiasen Steen Secher |
| Star            | Royaume-Uni Michael McIntyre Bryn Vaile                     | États-Unis Mark Reynolds Harold Haenel                    | Brésil Torben Grael Nelson Falcão               |
| Tornado         | France Jean-Yves Le Déroff Nicolas Hénard                   | Nouvelle-Zélande Chris Timms Rex Sellers                  | Brésil Lars Grael Clinio Freitas                |